# Лок Сабха
Лок Сабха (Lok Sabha — «Народна палата») — нижня палата парламенту Індії.
Члени Лок Сабхи обираються прямим загальним таємним голосуванням на основі мажоритарної системи.
Максимальний встановлений конституцією країни розмір Лок Сабхи — 552 депутати (до 530 від штатів, до 20 від союзних територій, і ще два можуть бути призначені президентом для представлення інтересів індійців британського походження).
Лок Сабха обирається строком на 5 років, проте, якщо в країні було оголошено надзвичайний стан, її повноваження можуть бути продовжені ще на рік.
15-а Лок Сабха була сформована за підсумками виборів в квітні-травні 2009 року.